# Supreme (comics)
Supreme est un comic book créé par Rob Liefeld en 1992 et publié par Image Comics.

## Historique de la publication
En 1992, Rob Liefeld a déjà créé le comics Youngblood et dans le troisième numéro de celui-ci a introduit le personnage de Supreme. En novembre de cette année-là, Supreme gagne son comics scénarisé par Rob Liefeld et dessiné par Brian Murray. Les deux restent jusqu'au numéro 6 du comics et sont remplacés ensuite par Ripley, Eric Stephenson, Kurt Hathaway au scénario et Shawn McManus au dessin. Mais cette équipe ne reste pas et la série voit les auteurs aller et venir. À partir du numéro 26 Gary Carlson est au scénario et Joe Bennett au dessin mais dès le numéro 31 les changements incessants dans l'équipe artistique sont de retour. À partir du numéro 41, Alan Moore devient scénariste. Il recrée entièrement le personnage et reste sur la série jusqu'au numéro 56. Après ce numéro la série change de nom pour devenir Supreme: The Return qu'Alan Moore scénarise pendant 6 numéros avant que l'éditeur Awesome, propriété de Rob Liefeld et à ce moment éditeur des créations de celui-ci ne disparaisse.

## Publications françaises
- Alan Moore (scénario) et divers dessinateurs, Supreme : The New Adventures, Panini Comics, 4 comic books, 1998-2000. Reprend Supreme no 41-52.
- Alan Moore (scénario) et divers dessinateurs, Delcourt :

1. L'Âge d'or, 2003  (ISBN 2-84789-065-3)[1]. Reprend Supreme no 41-52.
2. Le Retour, 2009  (ISBN 978-2-84789-219-2). Reprend Supreme no 53-56 et Supreme : The Return no 1-6.